# Club Naval de Pontevedra
El Club Naval de Pontevedra es un club náutico español con sede en la ciudad de Pontevedra.

## Historia

### Antecedentes
A finales del siglo XIX, el remo empezó a practicarse en la ciudad tanto como deporte como forma de ocio. En verano, los botes de recreo comenzaron a aparecer amarrados en las Corvaceiras, junto a las tradicionales lanchas, dornas y chalanas. En esos años, se llevaron a cabo las primeras regatas de Pontevedra y se organizaron excursiones fluviales a los salones del Lérez para visitar el balneario de Monte Porreiro.
Además, a principios del siglo XX, destacados miembros de la sociedad pontevedresa formaron el Club Karepas, marcando un hito en las actividades náuticas de la ciudad. Fundado en 1917, el club tenía como objetivo fomentar entre la ciudadanía la práctica de deportes náuticos y travesías por el río. Entre sus distinguidos socios se contaban nombres como Antonio Iglesias Vilarelle, Antonio Losada Diéguez, Castelao o Francisco Javier Sánchez Cantón.

### El Club Marítimo y el Club Náutico
A principios de la década de 1930, el deporte náutico se organizó de manera formal en la ciudad. El 23 de febrero de 1931, un grupo de pontevedreses, interesados en promover las actividades náuticas, fundaron el Club Marítimo. Su primera sede estuvo ubicada en el número 28 de la calle Manuel Quiroga, y su primer presidente fue Luis Fonseca Quinteiros, propietario de la Casa de los Fonseca. Para almacenar las embarcaciones, se alquiló el bajo de una casa en la actual calle de la Barca. El reglamento del club establecía como objetivos la práctica de deportes marítimos, la natación, el remo y la promoción del turismo náutico. El club adoptó como emblema la bandera azul y blanca de la antigua provincia marítima de Pontevedra.
Entre 1936 y 1939, las actividades del club disminuyeron significativamente debido a la Guerra Civil. En 1939, Bernardo López Durán, un destacado mecenas de Pontevedra, asumió la presidencia. Bajo su liderazgo, el club reanudó su participación en varias competiciones locales hasta 1944 y se introdujo la práctica del piragüismo. En 1940, la fundación de otro club en la ciudad, el Club Náutico, introdujo una competencia amistosa entre las dos organizaciones.

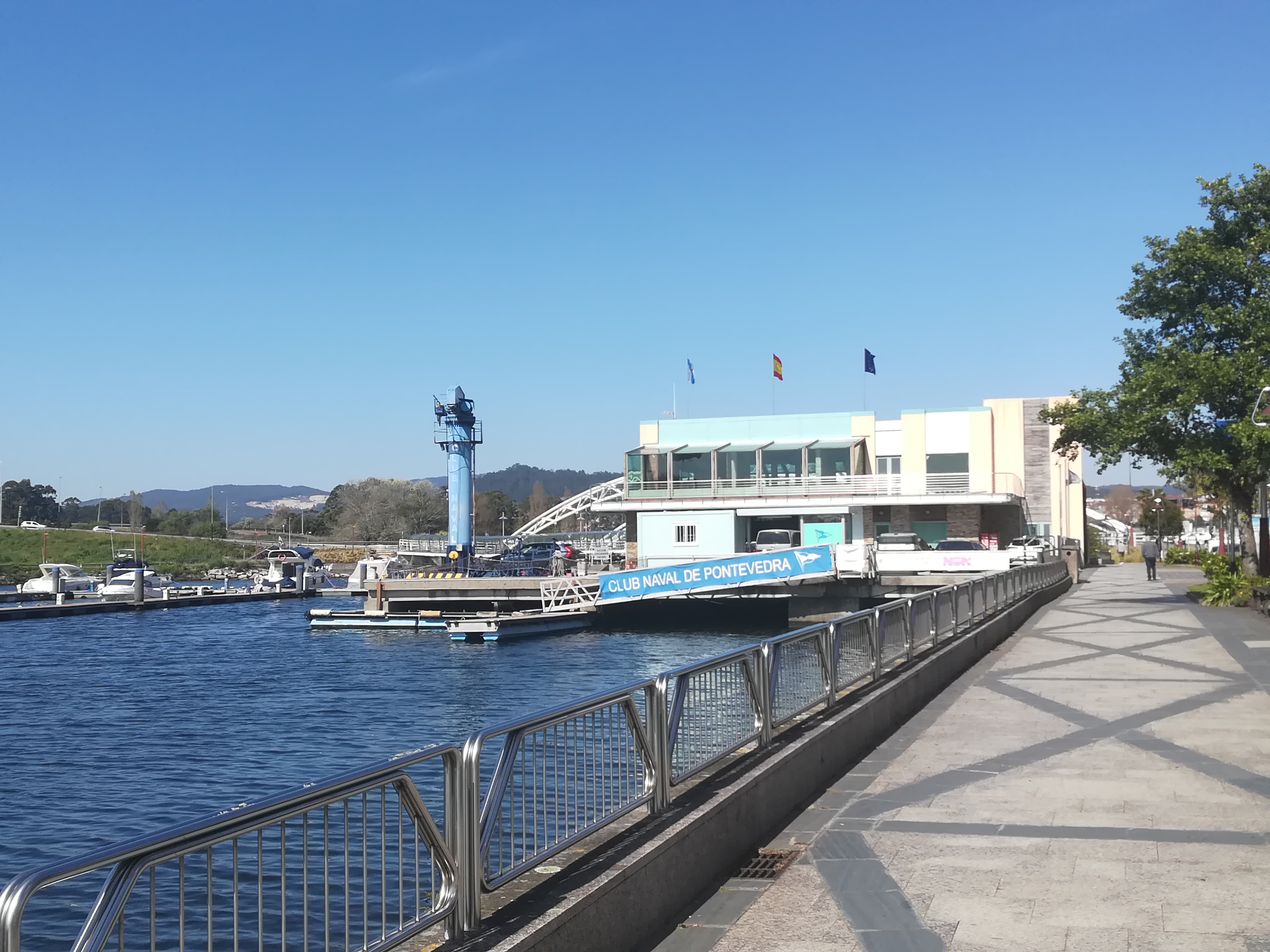
Sede del club, en el paseo marítimo de Pontevedra y la avenida de Uruguay.

### El Club Naval de Pontevedra
En 1958, Luis Gutiérrez Fernández-Luanco asumió la presidencia del Club Marítimo. Durante su mandato, el club se fusionó con el Club Náutico, adoptando inicialmente el nombre de Club Náutico Marítimo. Poco después, se renombró como Club Naval de Pontevedra y se estableció su sede en la Avenida de Uruguay.
En 1980, el club ganó el primer Trofeo Príncipe de Asturias de K-4. En 1993 se empezó a construir la actual sede del club en la Avenida de Uruguay así como las instalaciones del Puerto Deportivo de Pontevedra, que fue inaugurado en 1995. En 2025 el club contaba con 151 socios numerarios y 40 socios deportivos y una ocupación media de 70 embarcaciones.

## Instalaciones
Dentro de sus instalaciones, el Club Naval dispone de un gimnasio completo con equipamiento que incluye pesas, bicicletas estáticas, elípticas o cintas de correr, entre otros. En 2024 se decidió convertir la cafetería de la planta superior del Club en un local de ocio nocturno, con la inclusión de reservados, un escenario, camerino para artistas, barra grande, zona vip con barra premium y terraza acristalada sobre la ría. La sala de fiestas, denominada Zennet, abrió al público el 5 de octubre de 2024.

## Secciones deportivas
En el pasado, el club contaba con secciones dedicadas a la natación, motonáutica, vela y waterpolo. En la actualidad, únicamente conserva la sección de piragüismo.